# أليكساندروف (بولندا)
أليكساندروف هي قرية في التقسبم الإداري براشكا ضمن مقاطعة أولينسو في محافظة أوبولي جنوب غرب بولندا.  تقع على بعد حوالي 7 كيلومتر (4 ميل) شمال شرق براشكا، 26 كيلومتر (16 ميل) شمال أوليسنو و 62 كيلومتر (39 ميل) شمال شرق العاصمة الإقليمية أوبولي.